# Personvåg

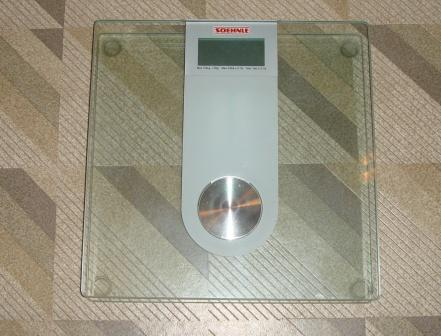
En badrumsvåg tillverkad av Soehnle.

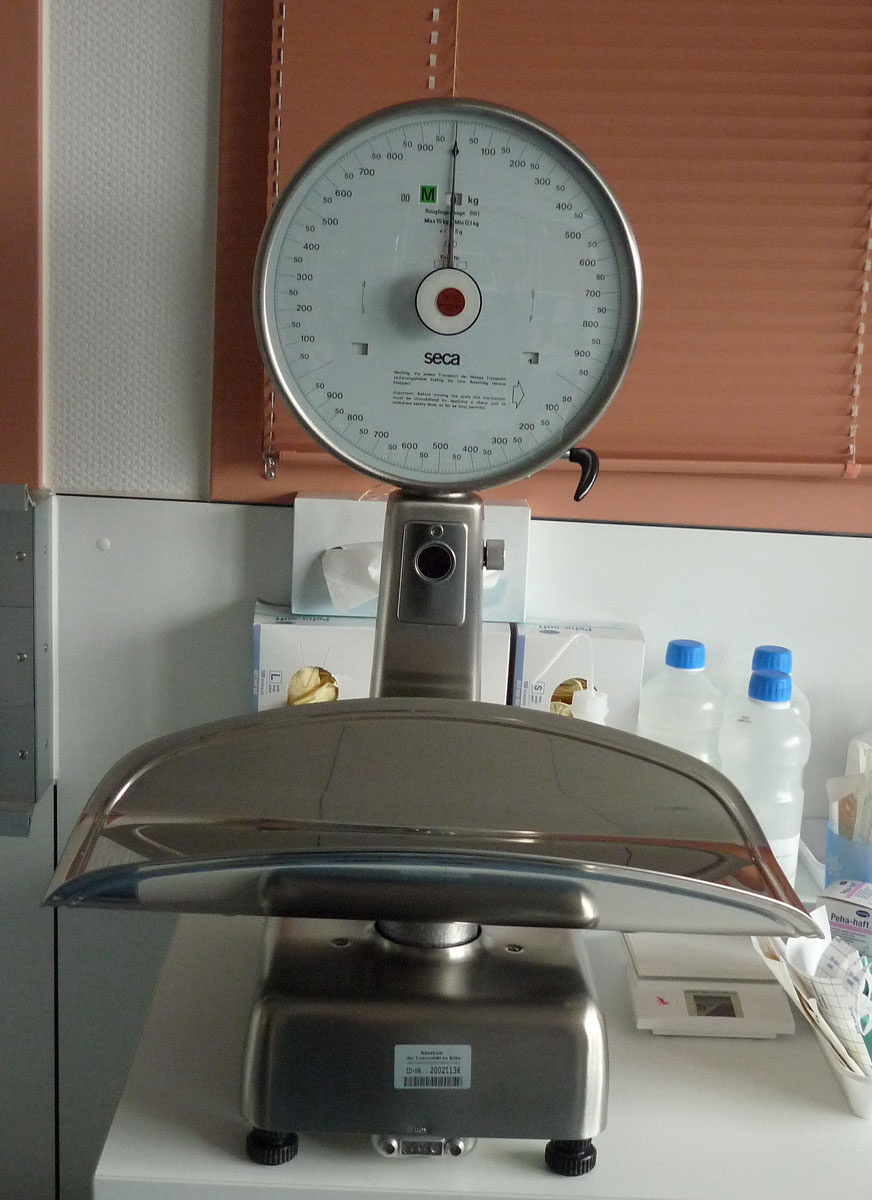
En spädbarnsvåg.

En personvåg är en våg avsedd att väga människor. 
De kan bland annat vara balansvågar eller trådtöjningsgivare. Man kan väga sig för att kontrollera resultatet av diet eller träning, eller barns tillväxt. En personvåg av den typ som brukar finnas i badrum kallas badrumsvåg.